# Antonio Maceda
Antonio Maceda Francés (* 16. května 1957 Sagunto) je bývalý španělský fotbalista, obránce. Se španělskou reprezentací získal stříbrnou medaili na mistrovství Evropy v roce 1984 (nastoupil na tomto turnaji ke čtyřem utkáním). Zúčastnil se též mistrovství světa roku 1982 (1 utkání) a mistrovství světa v roce 1986 (1 utkání). Za národní tým nastupoval v letech 1981–1986, odehrál za něj 36 zápasů, v nichž vstřelil 8 branek, z toho dvě na ME 1984 ( v základní skupině do sítě Německa a v semifinále do sítě Dánska). S Realem Madrid dvakrát vyhrál Pohár UEFA 1985/86. Stal se s ním též třikrát mistrem Španělska (1985/86, 1986/87, 1987/88). Působil v prvním týmu Realu v letech 1985–1988. Většinu kariéry ale prožil ve Sportingu Gijón (1976–1985). Po skončení hráčské kariéry se stal trenérem, vedl svůj mateřský klub Sporting Gijón a několik dalších španělských klubů (Badajoz, Compostela).